# Clássica de Sabiñánigo
A Clássica de Sabiñánigo, também chamada em seus inícios Clássica Zaragoza-Sabiñanigo, foi uma corrida ciclista profissional espanhola que se disputava anualmente em Sabiñánigo (província de Huesca) e seus arredores.
Disputou-se desde 1969 até 2001 ininterruptamente, mudando em 1992 ao nome de atual, celebrando-se um total de 33 edições. Sendo em suas últimas edições de categoria 1.4.
Seu percurso tinha uns 200 km no que passava por várias localidades da província de Huesca (em seus primeiros anos também da província de Zaragoza) tendo um circuito final em Sabiñánigo e seus arredores.
Foi organizada em todas suas edições pelo Clube Ciclista Sabiñánigo.
O primeiro ganhador foi Domingo Perurena e o ciclista mais laureado é Enrique Martínez Heredia, com três vitórias.

## Palmarés
| Ano                          | Ganhador                  | Segundo                  | Terceiro                     |
| Clássica Zaragoza-Sabiñanigo |                           |                          |                              |
| ---------------------------- | ------------------------- | ------------------------ | ---------------------------- |
| 1969                         | Domingo Perurena          | Santiago Lazcano         | Sebastián Fernández          |
| 1970                         | Luis Zubero               | Domingo Perurena         | Vicente López Carril         |
| 1971                         | Agustín Tamames           | Domingo Perurena         | José Manuel López            |
| 1972                         | Segundo Goicoechea        | José Manuel López        | Pedro Torres Cruces          |
| 1973                         | Antonio Martos            | Vicente López Carril     | José Pesarrodona             |
| 1974                         | Miguel María Lasa         | Juan Zurano              | Manuel Esparza               |
| 1975                         | Domingo Perurena          | Gonzalo Aja              | Fernando Plaza               |
| 1976                         | Enrique Martínez Heredia  | Santiago Lazcano         | Vicente López Carril         |
| 1977                         | José Martins              | Enrique Martínez Heredia | Andrés Gandarias             |
| 1978                         | Enrique Martínez Heredia  | Antonio Menéndez         | Anastasio Greciano           |
| 1979                         | Andrés Oliva              | Julián Andiano           | Alberto Fernández Blanco     |
| 1980                         | José Luis Viejo           | José Luis Laguía         | Imanol Murga                 |
| 1981                         | Enrique Martínez Heredia  | Eulalio García Pereda    | José Luis Rodríguez Inguanzo |
| 1982                         | Pedro Delgado             | Francisco Albelda        | Jaime Vilamajo               |
| 1983                         | Eduardo Chozas            | Faustino Rupérez         | Ricardo Zúñiga               |
| 1984                         | Alfonso Gutiérrez         | Miguel Ángel Iglesias    | Imanol Murga                 |
| 1985                         | Iñaki Gastón              | José Luis Laguía         | Antonio Esparza              |
| 1986                         | Mariano Sánchez           | Joaquín Faura            | Óscar de Jesús Vargas        |
| 1987                         | Ángel Camarillo           | Stephen Hodge            | Melcior Mauri                |
| 1988                         | Alfonso Gutiérrez         | Casimiro Moreda          | Jesús Suárez Cueva           |
| 1989                         | Álvaro Pino               | não se entregou          | não se entregou              |
| 1990                         | Jean-Pierre Heynderickx   | Juan Carlos González     | José Enrique Carrera         |
| 1991                         | Jerry Cooman              | Adrie van der Poel       | Jean-Pierre Heynderickx      |
| Clássica de Sabiñanigo       |                           |                          |                              |
| 1992                         | Mathieu Hermans           | Jerry Cooman             | Malcolm Elliott              |
| 1993                         | Asier Guenetxea           | Manuel Fernández Ginés   | Ángel Edo                    |
| 1994                         | Serge Baguet              | Stefano Zanatta          | Frank Vandenbroucke          |
| 1995                         | Fernando Escartín         | Stefano Della Santa      | Gerd Audehm                  |
| 1996                         | Arsenio González          | Francisco José García    | David García Dapena          |
| 1997                         | Armand de las Cuevas      | David Etxebarría         | César Solaun                 |
| 1998                         | Igor González de Galdeano | Charles Guilbert         | Ginés Salmerón               |
| 1999                         | Tristan Hoffman           | Andreas Klier            | Jeremy Hunt                  |
| 2000                         | Davide Casarotto          | Gianni Faresin           | Paolo Lanfranchi             |
| 2001                         | Ángel Vicioso             | Eleuterio Anguita        | Stefano Casagranda           |

## Palmarés por países
| País          | Vitórias |
| ------------- | -------- |
| Espanha       | 25       |
| Bélgica       | 3        |
| Países Baixos | 2        |
| Portugal      | 1        |
| França        | 1        |
| Itália        | 1        |